# Arnulf II Młodszy
Arnulf II Młodszy (ur. 960 lub 961, zm. 30 marca 988) – hrabia Flandrii, jedyny syn Baldwina III i Matyldy, córki Hermanna Billunga, księcia saskiego.
Hrabią Flandrii został w wieku 3 lub 4 lat, po śmierci swojego dziadka, Arnulfa I. Baldwin III, który wraz z Arnulfem I współrządził Flandrią, zmarł w roku 962. Regencję w okresie małoletności Arnulfa sprawował jego krewniak, Baldwin Balso.
Do czasu aż Arnulf doszedł w 976 r. do lat sprawnych, Flandria utraciła południowe terytoria uzyskane przez Arnulfa I. Część Pikardii przekazano królowi zachodniofrankijskiemu Lotarowi, a Boulogne otrzymał w lenno jeden z kuzynów Arnulfa. Później król Lotar zdobył Ponthieu, które nadał Hugonowi Kapetowi. Niezależność uzyskali również hrabiego Guines.
Ok. 968 r. poślubił Rozalię (ok. 937 - 7 lutego 1003), córkę Berengara II z Ivrei, króla Włoch, oraz Willi, córki Bosona, margrabiego Toskanii. Arnulf i Rozalia mieli razem dwóch synów i córkę:
- Baldwin IV Brodaty (980 - 30 maja 1037), hrabia Flandrii
- Odo z Cambrai (zm. 1053)
- Matylda (zm. 995)

Arnulf zmarł w 988 r. Jego następcą został jego najstarszy syn Baldwin.